# Église Saint-Pierre-et-Saint-Paul de Vaux-le-Pénil
L’église Saint-Pierre-et-Saint-Paul est un édifice religieux catholique situé à Vaux-le-Pénil, en France. Il est inscrit aux monuments historiques depuis 1926.

## Situation et accès
L’édifice est accessible par la rue Montagne-Saint-Gemme, au nord-ouest de Vaux-le-Pénil. Plus largement, il se trouve dans le département de Seine-et-Marne, en région Île-de-France.

## Statut patrimonial et juridique
L’église fait l’objet d’une inscription au titre des monuments historiques par arrêté du 14 avril 1926, en tant que propriété de la commune.